# Черёмушка (Бурятия)
Черёмушка — посёлок в Прибайкальском районе Бурятии. Входит в сельское поселение «Гремячинское».

## География
Расположен на южном берегу озера Котокель, в 11 км к юго-востоку от центра сельского поселения, села Гремячинска, в 76 км северо-восточнее районного центра, села Турунтаево, в 3 км восточнее Баргузинского тракта. В 2 км к западу от Черёмушки находится посёлок Котокель, в 2 км восточнее — турбаза Улан-Удэнского ЛВРЗ.

## Население
| 2002 | 2010 |
| ---- | ---- |
| 73   | ↘68  |

## Экономика
Туризм, рыболовство.

## Происшествия
28 апреля 2017 года в посёлке произошёл крупный пожар, в результате которого сгорело 17 жилых домов и 4 строения.